# Hyman Levy
Hyman Levy (* 28. Februar 1889 in Edinburgh; † 27. Februar 1975 in Wimbledon, London) war ein britischer Mathematiker, Philosoph und politischer Aktivist.

## Leben und Tätigkeit
Levy war das dritte von acht Kindern des Kunsthändlers Marcus Levy und der Minna Cohen. Nach dem Besuch der George Heriot’s School studierte er mit Hilfe eines Stipendiums an der Universität Göttingen. Aufgrund des Ausbruchs des Ersten Weltkriegs kehrte er 1914 nach Großbritannien zurück. Er setzte seine Ausbildung an den Universitäten Edinburgh und Oxford fort und erwarb schließlich einen Master-Abschluss sowie einen britischen D.Sc.-Abschluss.
In späteren Jahren war Levy am National Physical Laboratory tätig. Auf Grundlage seiner Arbeit dort verfasste er in den 1920er und 1930er Jahren zahlreiche Schriften über die Nutzbarmachung mathematischer Prinzipien für die damals noch junge Wissenschaft der Aeronautik. Des Weiteren befasste er sich mit Differenzialgleichungen (differential equations) und mit Wahrscheinlichkeitstheorie.
Später wechselte Levy als Professor für Mathematik an das Royal College of Science am Imperial College in London, wo er zugleich Leiter der Mathematischen Fakultät war und schließlich zum Dekan des Royal College ernannt wurde.
Nachdem Levy von 1920 bis 1931 politisch der Labour Party angehört hatte, trat er 1931 zur Communist Party of Great Britain über.
Aufgrund seiner Stellung als prominenter britischer Kommunist und Jude geriet Levy spätestens 1940 ins Visier der nationalsozialistischen Polizeiorgane, die ihn als wichtige Zielperson einstuften: Im Frühjahr 1940 setzte ihn das Reichssicherheitshauptamt in Berlin auf die Sonderfahndungsliste G.B., ein Verzeichnis von Personen, die im Falle einer erfolgreichen deutschen Invasion Großbritanniens durch die Sonderkommandos der SS-Einsatzgruppen mit besonderer Priorität ausfindig gemacht und verhaftet werden sollten.
Seit 1916 war er Mitglied (Fellow) der Royal Society of Edinburgh.

## Familie
1918 heiratete Levy Marion Aitken Fraser, mit der er drei Kinder hatte. Seine Nichte Leone Burton kam 1957 aus Australien nach London, wo sie an der Universität London ebenfalls Mathematik studierte und Professorin für Didaktik der Naturwissenschaften und Mathematik an der University of Birmingham wurde.

## Schriften
- Practical Mathematical Analysis: With Examples, 1913.
- Finite Difference Equations, 1928.
- Aspects of Dialectical Materialism, London 1935. (zusammen mit Ralph Fox)
- Modern Engineering Theory & Practice, Odhams Press Ltd, 1935. (zusammen mit Bailey Levy)
- Elements of Probability, 1936.
- Modern Science – A Study of Physical Science in the World Today, Hamish Hamilton, 1939.
- Science: Curse Or Blessing?, Watts & Co., 1940.
- Elementary Mathematics, Thomas Nelson & Sons, 1942.
- Soviet Jews at War, Russia Today Society, 1943.
- Elementary Statistics, (= Nelson’s Aeroscience Manuals) Nelson, 1945.
- Social Thinking, Cobbett, 1945.
- The Crisis of Physics, 1950.
- Numerical solutions of differential equations, 1950.
- Literature for an Age of Science, Methuen, 1952.
- Jews and the National Question, Hillway Pub. Co., London 1958.
- Finite Difference Equations, 1959. (zusammen mit F. lessman)
- Elementary Statistics, Nelson, London 1959.